# Xyris kibaraensis
Xyris kibaraensis är en gräsväxtart som beskrevs av Stanisław Lisowski. Xyris kibaraensis ingår i släktet Xyris och familjen Xyridaceae. IUCN kategoriserar arten globalt som sårbar. Inga underarter finns listade i Catalogue of Life.